# تايرون كيز
تايرون كيز (بالإنجليزية: Tyrone Keys)‏ هو لاعب كرة قدم أمريكية ولاعب كرة قدم كندية أمريكي، ولد في 24 أكتوبر 1960 في جاكسون في الولايات المتحدة.

## وصلات خارجية
- تايرون كيز على موقع مرجع كرة القدم المحترفة.كوم (الإنجليزية)
- تايرون كيز على موقع قاعة ميسيسيبي للمشاهير الرياضية (الإنجليزية)